# Lottigna
Lottigna è una frazione di 79 abitanti del comune svizzero di Acquarossa, nel Canton Ticino (distretto di Blenio).

## Storia
Durante il Medioevo fu sede dei balivi inviati dai Cantoni sovrani di Uri, Svitto e Nidvaldo.

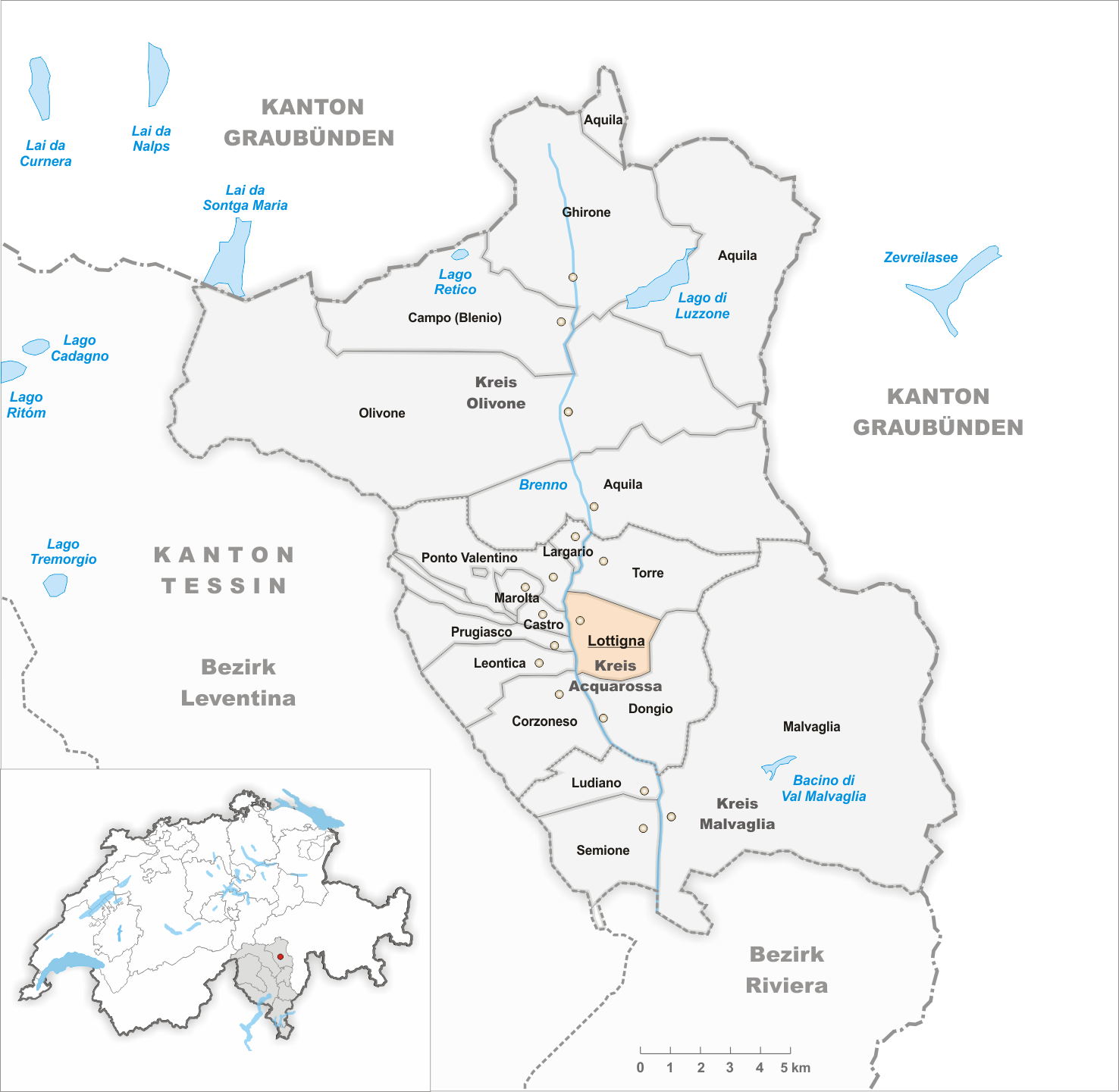
Il territorio del comune di Lottigna prima degli accorpamenti comunali del 2004

Fino al 3 aprile 2004 è stato un comune autonomo che si estendeva per 6,55 km²; il 4 aprile 2004 è stato accorpato agli altri comuni soppressi di Castro, Corzoneso, Dongio, Largario, Leontica, Marolta, Ponto Valentino e Prugiasco per formare il nuovo comune di Acquarossa.

## Monumenti e luoghi d'interesse

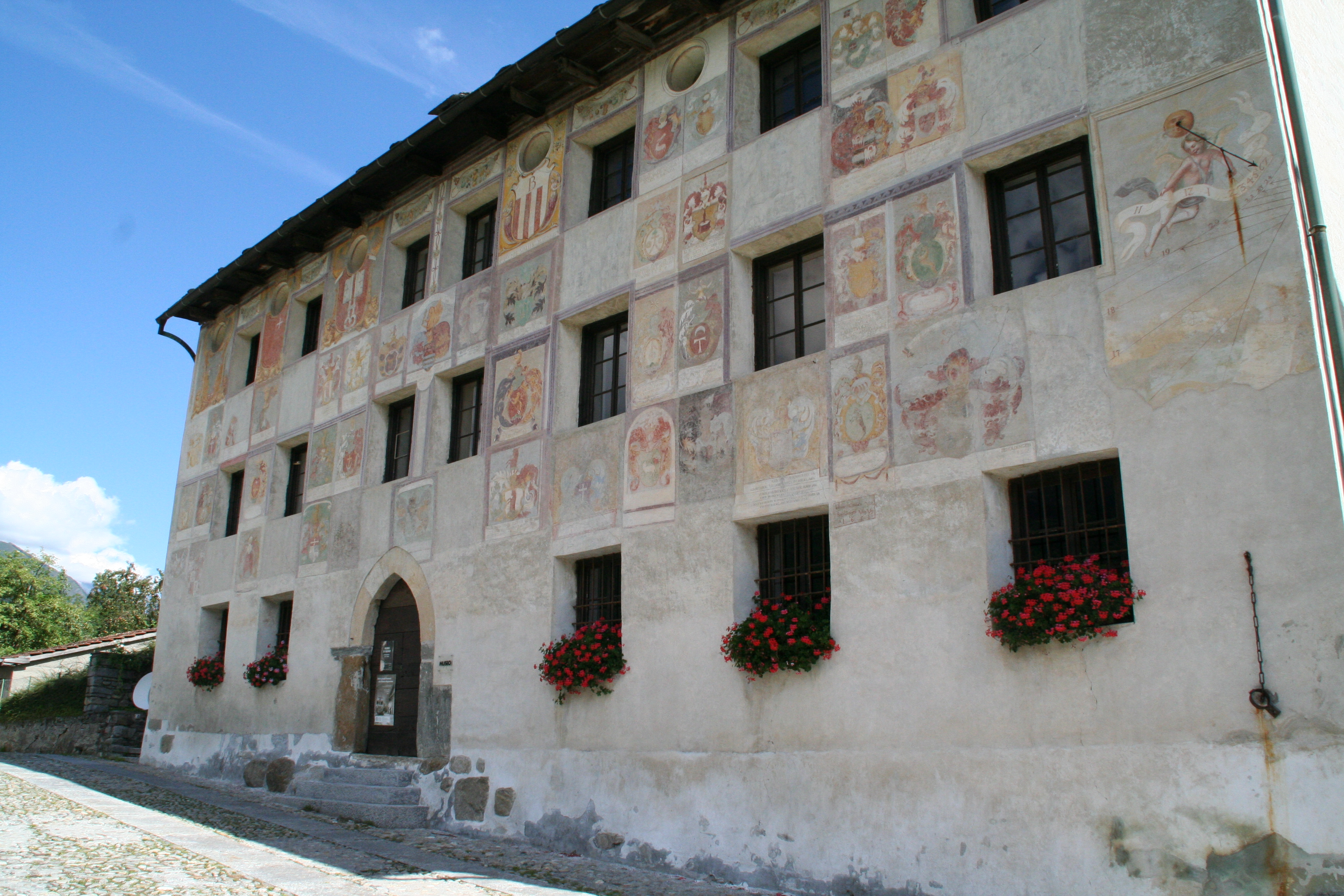
Il Palazzo del Pretorio

### Architetture religiose
- Chiesa dei Santi Pietro e Paolo,[2] attestata nel XIII secolo e ricostruita nel 1632[1];
- Cappella di San Sebastiano,[1] all'interno della quale si conservano affreschi del 1445[2] di Lombardo da Lugano[2] e Cristoforo da Seregno[2].

### Architetture civili
- Palazzo del Pretorio o Casa dei landfogti, dal 1979 sede del Museo della valle di Blenio[1][3].

## Società

### Evoluzione demografica
L'evoluzione demografica è riportata nella seguente tabella:
Abitanti censiti

## Amministrazione
Ogni famiglia originaria del luogo fa parte del cosiddetto comune patriziale e ha la responsabilità della manutenzione di ogni bene ricadente all'interno dei confini della frazione.